# Blagoveshchensk
Blagoveshchensk (em russo:  Благовещенск) é uma cidade da Rússia, capital da província de Amur. Fica localizada no sudoeste da província, na margem esquerda do rio Amur. Sua população é de 217 000 habitantes.

## Cidades próximas
- Belogorsk – 96 km
- Zavitinsk – 135 km
- Raitchikhinsk – 144 km

## Esporte
A cidade de Blagoveshchensk é a sede do Estádio Amur e do FC Amur-2010 Blagoveshchensk, que participa do Campeonato Russo de Futebol..